# Монтгомери (Индијана)
Монтгомери (енгл. Montgomery) град је у америчкој савезној држави Индијана.

## Демографија
По попису из 2010. године број становника је 343, што је 25 (-6,8%) становника мање него 2000. године.
| Група             | 2000.       | 2010.       |
| Белци             | 362 (98,4%) | 339 (98,8%) |
| Афроамериканци    | 1 (0,3%)    | 0 (0,0%)    |
| Азијати           | 0 (0,0%)    | 0 (0,0%)    |
| Хиспаноамериканци | 3 (0,8%)    | 2 (0,6%)    |
| Укупно            | 368         | 343         |